# Котелянська сільська рада
Котеля́нська сільська́ ра́да (Котелянківська сільська рада) — колишня адміністративно-територіальна одиниця та орган місцевого самоврядування в Романівському (Миропільському) і Полонському районах Волинської округи, Вінницької й Хмельницької (Кам'янець-Подільської) областей Української РСР та Україниз адміністративним центром у селі Котелянка.

## Населені пункти
Сільській раді були підпорядковані населені пункти:
- с. Котелянка

## Населення
Кількість населення ради, станом на 1923 рік, становила 1 851 особу, кількість дворів — 453.
Станом на 5 грудня 2001 року, відповідно до перепису населення України, кількість мешканців сільської ради становила 819 осіб.

## Склад ради

### VI скликання
Рада складалася з 14 депутатів та голови.
- Голова ради: Левчук Володимир Миколайович
- Секретар ради: Баб'яр Микола Павлович

За результатами місцевих виборів 2010 року депутатами ради стали:

#### За суб'єктами висування
| Суб'єкт висування            | Кількість обраних депутатів | %    |
| ---------------------------- | --------------------------- | ---- |
| Народна партія               | 11                          | 78,6 |
| Самовисування                | 2                           | 14,3 |
| Соціалістична партія України | 1                           | 7,1  |

#### За округами
| № округу                     | Прізвище, ім'я, по батькові   | Дата визнання обраним | Освіта             | Партійна приналежність | Відомості про обраного депутата                                                     |
| ---------------------------- | ----------------------------- | --------------------- | ------------------ | ---------------------- | ----------------------------------------------------------------------------------- |
| Народна Партія               |                               |                       |                    |                        |                                                                                     |
| 2                            | Козоріз Василь Миколайович    | 01.11.2010            | середня спеціальна | позапартійний          | Сільськогосподарський виробничий кооператив «Зоря», водій                           |
| 3                            | Демедюк Оксана Сергіївна      | 01.11.2010            | вища               | позапартійна           | Дошкільний навчальний заклад, директор                                              |
| 4                            | Янюк Світлана Іванівна        | 01.11.2010            | вища               | позапартійна           | Сільськогосподарський виробничий кооператив «Зоря», бухгалтер                       |
| 5                            | Ковеня Анатолій Володимирович | 01.11.2010            | середня спеціальна | позапартійний          | Сільськогосподарський виробничий кооператив «Зоря», головний інженер                |
| 6                            | Баб'яр Микола Павлович        | 01.11.2010            | вища               | позапартійний          | Котелянська сільська рада, секретар виконкому                                       |
| 7                            | Козоріз Олеся Петрівна        | 01.11.2010            | вища               | позапартійна           | Котелянська сільська рада, листоноша                                                |
| 8                            | Ставісюк Лариса Михайлівна    | 01.11.2010            | вища               | позапартійна           | Котелянська сільська рада, бухгалтер                                                |
| 9                            | Козоріз Оксана Анатоліївна    | 01.11.2010            | середня спеціальна | позапартійна           | Територіальний центр захисту населення, соціальний робітник                         |
| 10                           | Мельник Лідія Іванівна        | 01.11.2010            | вища               | позапартійна           | Котелянська амбулаторія загальної практики — сімейної медицини, медсестра           |
| 12                           | Янюк Любов Миколаївна         | 01.11.2010            | вища               | позапартійна           | Сільськогосподарський виробничий кооператив «Зоря», ветфельдшер                     |
| 13                           | Кошмак Наталія Володимирівна  | 01.11.2010            | вища               | позапартійна           | Котенлянська загальноосвітня школа, директор                                        |
| Соціалістична партія України |                               |                       |                    |                        |                                                                                     |
| 11                           | Козоріз Лариса Миколаївна     | 01.11.2010            | середня спеціальна | позапартійна           | Відділ держкомзему в Полонському р-ні, землевпорядник                               |
| Самовисування                |                               |                       |                    |                        |                                                                                     |
| 1                            | Цехмейструк Адам Францович    | 01.11.2010            | середня спеціальна | позапартійний          | Сільськогосподарський виробничий кооператив «Зоря», тракторист                      |
| 14                           | Багінська Юлія Віталіївна     | 01.11.2010            | середня            | позапартійна           | Сільськогосподарський виробничий кооператив «Зоря», доглядач великої рогатої худоби |

### Керівний склад попередніх скликань
| Прізвище, ім'я, по батькові  | Основні відомості                                                               | Дата обрання | Дата звільнення |
| ---------------------------- | ------------------------------------------------------------------------------- | ------------ | --------------- |
| Янюк Сергій Степанович       | Сільський голова, 1966 року народження, безпартійний                            | 26.03.2006   | 31.10.2010      |
| Левчук Володимир Миколайович | Сільський голова, 1966 року народження, освіта середня спеціальна, безпартійний | 31.10.2010   |                 |

Примітка: таблиця складена за даними сайту Верховної Ради України

## Історія
Створена 1923 року в с. Котелянка Миропільської волості Полонського повіту Волинської губернії.
Станом на 1 вересня 1946 року сільська рада входила до складу Полонського району Кам'янець-Подільської (згодом — Хмельницька) області, на обліку в раді перебувало с. Котелянка.
На 1 січня 1972 року сільська рада входила до складу Полонського району Хмельницької області, на обліку в раді перебували села Котелянка, Колосівка, Любомирка та Прислуч.
Входила до складу Романівського (Миропільського, 7.03.1923 р.) та Полонського (5.06.1926 р.) районів.